# 2006年中太平洋氣旋
2006年中太平洋氣旋（中太平洋颶風中心：CP912006）是2006年太平洋颶風季的一個熱帶氣旋，但其性質屬非尋常的天氣系統。此系統生成時間較正常的天氣系統略晚，形成位置也高於一般熱帶氣旋生成緯度。同時，此系統具備典型的副熱帶氣旋及一般熱帶氣旋的特徵。然而，隨著此系統逐漸進入東北太平洋海域時開始減弱，其殘餘雲系造成加拿大不列顛哥倫比亞省強降雨。而氣象學者及氣象機構對於此系統具有不同的分析。

## 氣象歷史
一溫帶氣旋在中北太平洋緩慢移動，然而此溫帶氣旋所處的海面溫度，連續兩日高於歷史均值攝氏2度。10月31日，此溫帶氣旋發展出對流與暖心系統，中心也開始出現風眼。11月1日，此系統中心最高風速高達每小時100公里，系統的結構發展完全。之後，此系統逐漸減弱並以逆時鐘的方向旋轉，並往東前進至太平洋西北地區。11月2日，當此系統距離俄勒岡州海岸約840公里時，受到高垂直風切影響，導致此系統的對流在翌日幾乎消散。此系統之中心在11月1日時在海洋浮標編號第46637號南方，該浮標測得此系統之最低氣壓約為989百帕。據其他海洋浮標數據顯示，附近的低壓籠罩區域與此系統有關。由於此系統並未直接通過海洋浮標編號第46637號所處海域，因此此系統實際中心最低氣壓可能較此數據更低。

## 影響與紀錄
為了因應此系統所造成的劇烈天氣系統，美國國家氣象局向俄勒岡海岸發出警告。此系統造成溫哥華島部分區域強降雨。若此系統被認定為副熱帶氣旋或熱帶氣旋將打破多個紀錄，然而此系統之評級並未被官方機構採認，因此所有的紀錄都屬非官方紀錄。同時，此系統生成於北緯36度，若官方將其採認為熱帶系統，將是中北太平洋史上最高緯度生成的氣旋系統，而目前紀錄保持者為2000年從西北太平洋跨越國際換日線進入中北太平洋的熱帶風暴維涅，當時此系統發展為熱帶風暴時位於北緯32度。此外，此系統自西經149度形成並在西經135度消散，橫跨中北太平洋及東北太平洋，而歷史紀錄僅有兩個氣旋橫跨。

## 系統性質

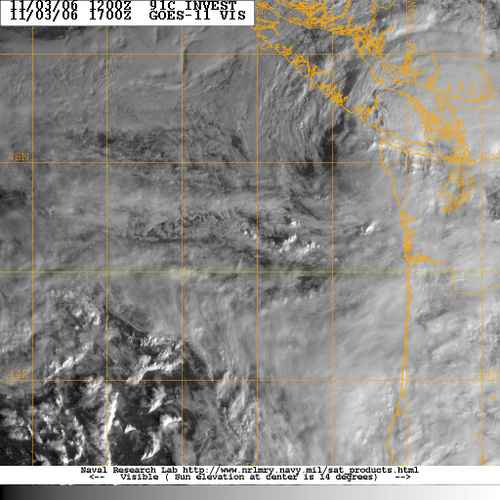
於11月3日登陸的91C

此系統曾被不同的學者及機構認定為溫帶氣旋、副熱帶氣旋及熱帶氣旋。
百慕達氣象中心分析師Mark Guishard表示，此系統的中心完全趨於暖性，係屬成熟的熱帶氣旋。另一氣象學家Mark Lander則認為，此系統的雲頂特質與幾個大西洋颶風相似，尤其是颶風文斯。還有一名氣象學家詹姆斯·富蘭克林表示：

此系統源於鋒面……而此系統並不具有鋒面性質……對流結構類似於熱帶氣旋，而非副熱帶氣旋。此系統的暴風半徑非常接近中心，屬典型的熱帶氣旋特徵……總而言之，比起副熱帶氣旋更接近熱帶氣旋的特質。

佛羅里達州立大學的Clark Evan表示，此系統經過觀測後顯示，結構符合副熱帶氣旋的特徵，同時也符合熱帶氣旋的條件。但是，美國國家航空暨太空總署對外發布監測報告表示該系統屬副熱帶氣旋。
加拿大颶風中心在2006年大西洋颶風季的年末報告中指出，此系統的性質屬溫帶氣旋。
該系統測得1分鐘最高持續風速約為每小時100公里，遠高於熱帶低氣壓及熱帶風暴的界線，若此風暴為熱帶氣旋或副熱帶氣旋將會獲得命名。然而，身為東北太平洋區域專責氣象中心的國家颶風中心及中北太平洋區域專責氣象中心的中太平洋颶風中心並未在事後報告中納入歷史檔案，也並沒有收錄至熱帶氣旋及副熱帶氣旋的最佳路徑中。因此，此系統並非屬於官方認列的2006年太平洋颶風季中的熱帶氣旋或副熱帶氣旋。

## 外部連結
- 非官方路徑資料（页面存档备份，存于）